# Данцигские законы
Закон Данцига (нем. Danziger Willkür ; на польском языке : Gdański Wilkierz) официальный сборник законов города Данциг (Гданьск).

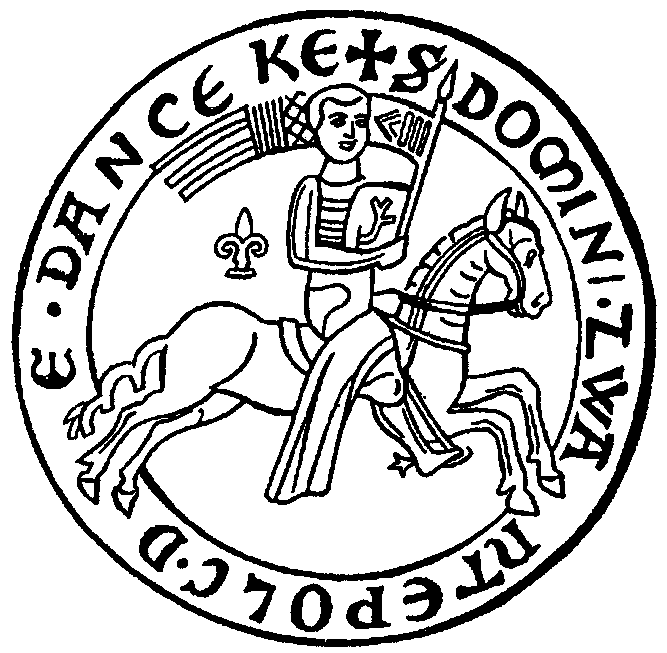
Печать Святополка II Померанского, 1228

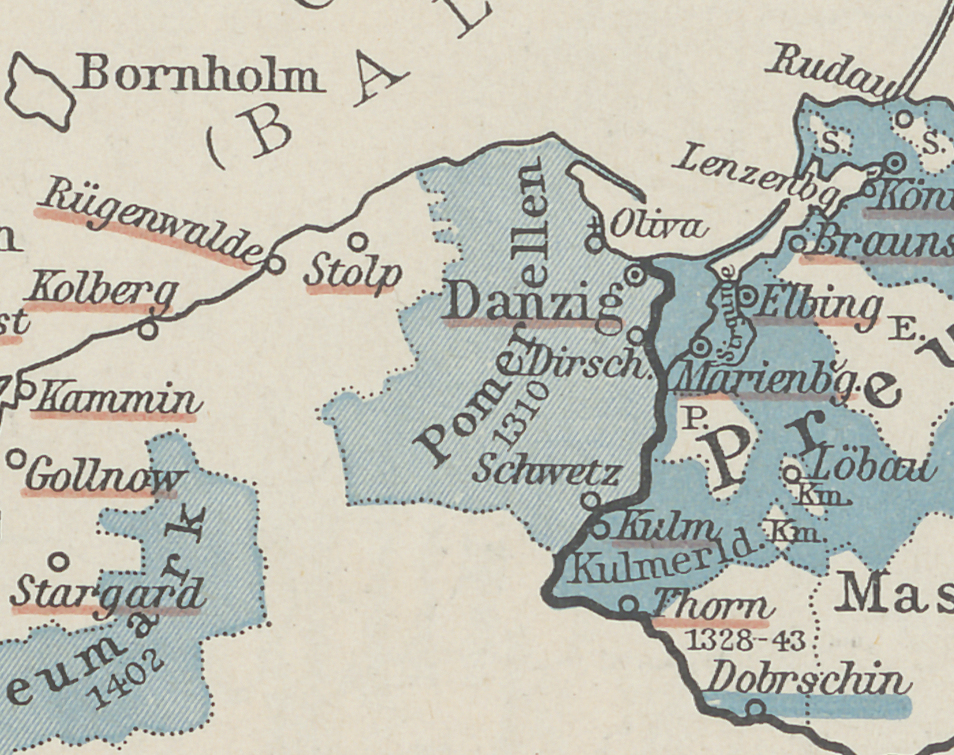
Данциг в то время входил в часть монашеских городов тевтонских рыцарей

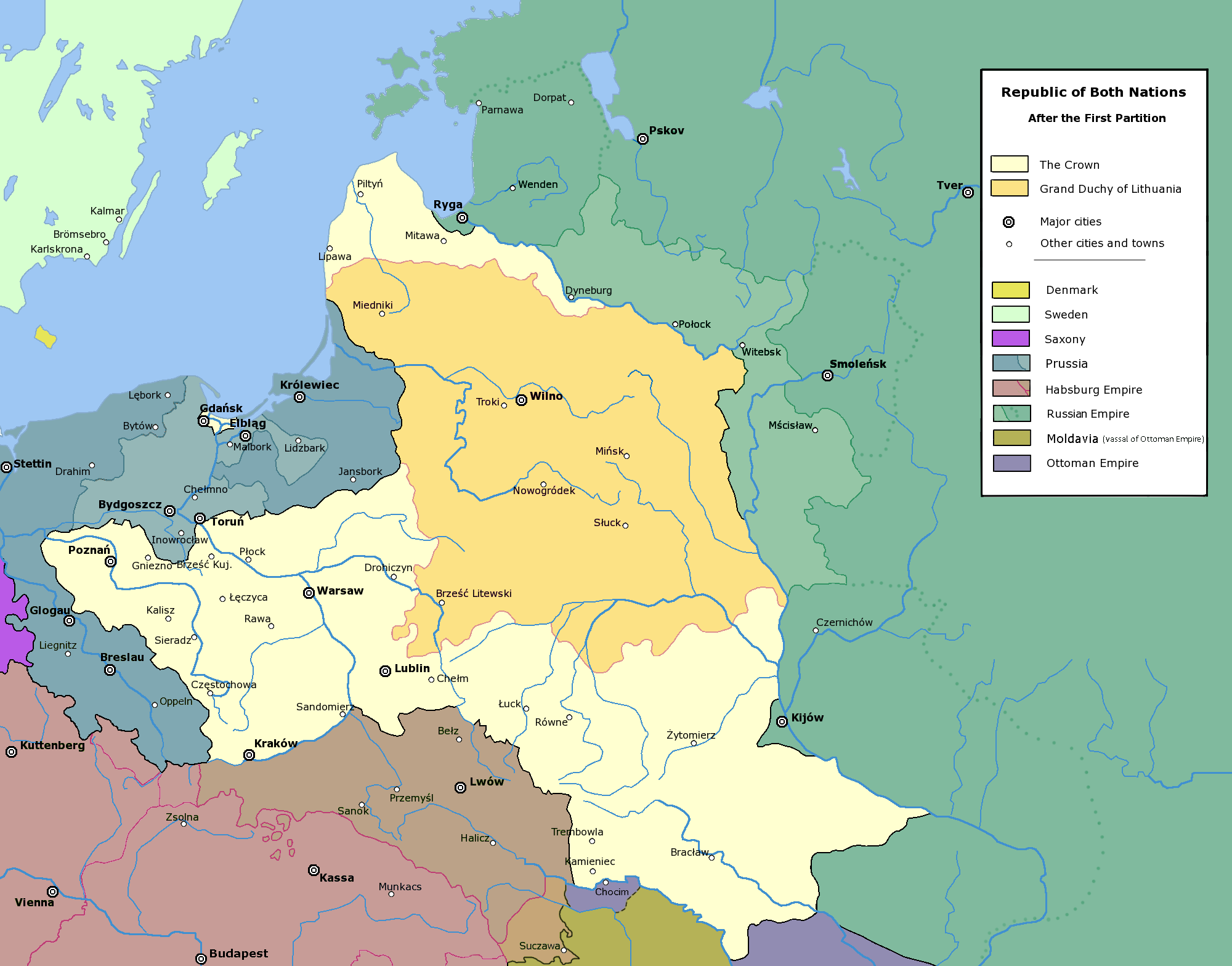
Данциг не пострадал от первого раздела Польши (1772)

Основой для законов Данцига были сборники законов Священной Римской империи и других городов Ганзы, особенно Любека. Торговый город Данциг получил любекское право в 1226 году.
В XV веке был создан Прусский союз, чтобы противостоять политике Тевтонского ордена. Прусский союз поддержалл интервенцию в Польшу, вызвав Тринадцатилетнюю войну. В течение этого времени Данциг имел свою собственную систему законов, которая является его самоуправлением. Признание этого закона и других привилегий Данцига королем Польши было необходимым условием для вступления в союз с ним. Данциг подчинялся Королевству Пруссия. Второй Торуньский мир 1466 года подтвердил права Данцига. Данциг оказался в опасности в 1570-х годах, это привело к восстанию Данцига и осаде Данцига (1577) .
В первом разделе Польши в 1772 году Королевство Пруссия захватило часть польских земель в управлении которых был Данциг (но сам Данциг и Торунь не были захвачены так как считались западной частью). Латинские названия Prussia Orientalis и Prussia Occidentalis веками использовались для обеих частей (Восток и Запад) Прусские территории Данцига продолжали свое самоуправление в течение двух десятилетий, затем в 1793 году были окончательно аннексированы Королевством Пруссия, а его самоуправленчиские законы были вытеснены стандартизированными прусскими законами.

### Данцигер Виллкюр (Данцигские законы)
Было несколько сборников законов, которые в большей степени охватывали внутреннее управление:
- 1435—1448 (Черновик законов, предварительная форма)
- 1455 написан первый известный сборник данцигских законов[3]
- 1479—1500
- 1574 во время наследственного спора, ведущего к осаде Данцига (1577)
- 1597 Der See- und Handelstadt Dantzig Rechte oder Willkür («Законы моря и торгового города Данциг»)
- 1678 (Очередной черновик, предварительная форма новых законов)
- 1732 год — переиздание сборника законов Данцига 1597 года, Зельманном, Данциг.
- 1761[4]

### Привилегия Данцига
Привилегии Данцига подтверждались правами Данцига на внешние отношения, такие как торговля, чеканка монет, а с 1454 года — с польской короной.
Данциг имел особый статус из-за его большого населения (в 1772 году 47 600 в пределах городских стен, насчитывлась от 35 000 до 40 000 за пределами городских стен). Некоторые из политических деятелей Данцига утверждали, что город был верен только королю Польши, утверждая, что статус Данцига похож на статус Имперского свободного города. Данная позиция Данцига никогда не была одобренна Сеймом. Современный немецкий автор сравнивает его со статусом французского Марселя в XVI и XVII веках по отношению к французскому королю.

### Историки
Уже в XVII веке местные историки изучали историю прав и законов Данцига, например, Элиас Констанций фон Тройен-Шредер (1625—1680) и Иоганн Эрнст фон дер Линде (1651—1721). Они не опубликовали результаты своих исследований но историк Готфрид Ленгних признал их работу в предисловии к его Ius publicum civitatis Gedanensis oder der Stadt Danzig Verfassung und Rechte (Публичное право города Данциг или конституция и права города, 1769). Ленгних хотел выяснить, «равны ли мы, пруссаки … поляки, равные братья или их слуги» и побуждал других историков изучать местную историю права и законов. Среди прочих также были Майкл Кристоф Ханоу, Георг Даниэль Сейлер и Дэвид Браун которые занимались изучением истории своих родных городов.